# Манастир Светог Јована Главосека
Манастир Светог Јована Главосека се налазио код села Забреге, десетак километара североисточно од Параћина. Подигнут је поред реке Црнице, испод саме тврђаве Петрус и има обележја Моравског стила. Сам манастирски комплекс је са две стране (северне и источне) био заштићен оштрим стенама.
Остаци манастира Светог Јована Главосека се данас налазе под заштитом Републике Србије, као споменик културе од великог значаја, у склопу заштићене споменичке целине Петрушка област.
Током лета 2010. године, обављени су конзерваторски радови на целом комплексу, као и његово сређивање и уређење, које треба да буде окончано за манастирску славу, 11.09.

## Манастир Светог Јована Главосека
Историјски извори о манастиру су веома оскудни и готово да их нема, тако да се не зна са сигурношћу када је подигнут, али се, на основу пронађеног натписа на камену, зна да је доживео обнову 1520. године. Манастиру је било могуће прићи само са јужне и западне стране, тако да су две грађевине, чији се обриси назиру испод земље, на тим странама, највероватније биле куле или неки други вид фортификације, подигнут да би заштитио цео комплекс.
Манастирска црква има основу једнобродне грађевине са обележјима моравског стила, направљена је од сиге и ломљеног камења, са зидовима који достижу дебљину и до 1.1m. Ово је омогућило да се у зидовима, нарочито северном, направи читав низ дубоких ниша, при чему је ниша у олтарској апсиди имала улогу проскомидије. На западној страни цркве је касније дозидан нартекс, готово квадратне основе, испред кога се, судећи по остацима на његовој западној фасади, највероватније налазио дрвени трем.